# Burgstall Queckborn
Der Burgstall Queckborn ist eine abgegangene Burg im Bereich der Dorfkirche von Queckborn einem Stadtteil von Grünberg im Landkreis Gießen in Hessen.
Die Burg wurde vermutlich im 12. Jahrhundert von den 1108 erstmals erwähnten und 1380 ausgestorbenen Herren von Queckborn erbaut und kam um 1380 an die Herren von Strebekoz. Um 1450 wurde die Burg entweder zerstört oder zur Kirche umgebaut, zugemauerte romanische Bögen deuten darauf hin. 1472 erhielt Gottfried von Gonterskirchen genannt Strebekoz von Landgraf Heinrich III. von Hessen den Besitz (als „Steinhaus“ bezeichnet) als Lehen. 1830 wurden die letzten Mauerreste abgebrochen. Beim Bau des neuen Schulhauses wurden im 19. Jahrhundert Grundmauern und das Fundament eines runden Turms entdeckt.